# Haagse Stadspartij
De Haagse Stadspartij (HSP) is een lokale politieke partij uit de Nederlandse stad Den Haag die in 1997 is opgericht.
Bij de gemeenteraadsverkiezingen van 1998 en later haalde de partij steeds 1 zetel. In maart 2010 boekte de partij winst en kreeg er een zetel bij. Vier jaar later werd er opnieuw winst behaald en groeide de partij naar vijf zetels. Bij de gemeenteraadsverkiezingen 2018 kreeg de partij 10.897 stemmen en 3 zetels.
De partij werd opgericht door een aantal actievoerders die betrokken waren bij de Blauwe Aanslag en andere omstreden plannen in Den Haag, zoals een nieuw te bouwen theater; het Spuiforum en de opvolger Onderwijs- en cultuurcomplex. De partij profileert zich als kritische luis in de pels en als een partij met progressieve ideeën. De Haagse Stadspartij wil een betere inspraak en pleit voor een groene, sociale en creatieve stad.
In 2004 werd HSP-gemeenteraadslid Joris Wijsmuller door de Haagsche Courant uitgeroepen tot beste gemeenteraadslid. Wijsmuller was fractievoorzitter tot hij in 2014 wethouder werd. Voor de Tweede Kamerverkiezingen van 2017 kwam HSP-raadslid Fatima Faïd als tweede op de kandidatenlijst van BIJ1 (toen nog Artikel 1 genaamd). Daarnaast bleef ze lid van de gemeenteraad in Den Haag voor de Haagse Stadspartij.
In 2018 kwamen Joris Wijsmuller, Fatima Faïd en Peter Bos als raadsleden in de Haagse gemeenteraad. In 2020 kwam daar fractievertegenwoordiger Tim de Boer bij. In 2021 kondigde Joris Wijsmuller na 24 jaar zijn vertrek uit de Haagse politiek aan. Hij werd, als lijsttrekker voor 2022, opgevolgd door Fatima Faïd.
In 2022 verloor de stadspartij 2 zetels. Fatima Faïd werd daardoor enig raadslid voor de Haagse Stadspartij. Zij wordt ondersteund door Tim de Boer, Gezal Karabekir en Kim Vrolijk als fractievertegenwoordigers.
In aanloop naar de Tweede Kamerverkiezingen van 29 oktober 2025 stelde Patricia Dinkela, voorzitter van de Haagse Stadspartij en eindredacteur bij de Wiardi Beckman Stichting (het wetenschappelijk bureau van de PvdA), zich kandidaat als lijsttrekker voor BIJ1. Op 6 augustus legde zij het in een ledenraadpleging af tegen Tofik Dibi.

## Verkiezingsresultaten gemeenteraad
| 1998 | 2002 | 2006 | 2010 | 2014 | 2018 | 2022 |
| ---- | ---- | ---- | ---- | ---- | ---- | ---- |
| 1    | 1    | 1    | 2    | 5    | 3    | 1    |